# خدير مربى (الوضيع)

تعديل مصدري - تعديل

خدير مربى هي إحدى قرى عزلة  الوضيع بمديرية الوضيع التابعة لمحافظة أبين، بلغ تعداد سكانها 72 نسمة حسب تعداد اليمن لعام 2004.